# Семипалатинские ярмарки
Семипалатинские ярмарки — система ярмарок, организованных в Семипалатинской области во 2-й половине XVIII — начале XX века. Крупнейший центр трансазиатской торговли и торговли с Россией в Туркестане.

## История
По мере освоения территории Азии русскими во 2-й половине XVIII века степные области современного Казахстана стали играть транзитную роль в торговле между Западной Сибирью и государствами Центральной Азии, включая Бухарский эмират, Кокандское ханство, Синьцзян, Китай и Монголию. Одним из крупнейших перевалочных пунктов трансазиатской торговли стал Семипалатинск. Развитию ярмарок способствовало судоходное движение по Иртышу, улучшавшее условия доставки товаров из Казахстана в Россию.
В первой половине XIX века казахские торговые центры стали самостоятельными торгово-экономическими центрами торговли с Россией. Тогда же с активизацией торговли ярмарки переместились с меновых дворов и таможен в города. Семипалатинск занял одно из первых мест по торговым оборотам среди казахстанских городов. Инициатором учреждения ярмарки в Семипалатинске в 1854 году выступило местное купеческое и мещанское общество.
Во второй половине XIX века крупные ярмарки образовывались на внутренних территориях степных областей в местах животноводческого производства. Число их в Семипалатинской области увеличилось с трёх в 1863 году (Андреевская в Усть-Каменогорске, Николаевская в ст. Павлодарской и Демьяновская в Копале) до 23 в 1897 году.

Прибытие на К.-Ботовскую ярмарку, фото начала 1900-х годов

## Описание
В начале XX века в Семипалатинске работали 28 ярмарок. Наиболее крупная из них — Кояндинская ярмарка (она же — Кундинская, Ботовская). В 1877 году на ней было реализовано товаров на сумму свыше 1 млн руб.
Торговля на Семипалатинских ярмарках имела крупнооптовый характер с высокой степенью реализации продукции, главным образом — скота.

## Кояндинская ярмарка
Самая крупная из Семипалатинских ярмарок (1848—1930). Проводилась раз в год с 25 мая по 25 июня, а с 1882 года — с 1 июня по 1 июля.